# Nó sinusal

Estruturas anatômicas do coração humano.

Nódulo sinoauricular, nó sinusal, Nó sinoatrial, nodo sinoatrial (NSA) ou Nódulo de Keith e Flack é uma estrutura anatômica do coração que faz parte do sistema cardionector, responsável pela função de marcar o passo natural, ou seja, produz seu próprio potencial de ação, que é o estímulo elétrico. É a estrutura cardíaca com a maior frequência de despolarização, ou seja, com maior automatismo, e suas células são caracterizadas por serem do no sinoatrial 
Sofre influências locais, do sistema nervoso autônomo e de vários hormônios. Localiza-se na junção do átrio direito com a veia cava superior. Este nó ou nodo, envia um estímulo elétrico pelos feixes internodais até o nodo ou nó atrioventricular (NAV), localizado ao lado do septo interatrial, apoiado sobre o fundo da cavidade do átrio direito, próximo à válvula atrioventricular tricúspide. No NAV, o estímulo sofre um retardo, que é importante para que os átrios contraiam pouco antes dos ventrículos. Depois o estímulo segue pelo feixe de Purkinje que se ramifica e se espalha para os ventrículos direito e esquerdo. No átrio esquerdo existe o ramo de Bachman que faz com que o estímulo se dissipe nesta região, permitindo que os dois átrios se contraiam simultaneamente.